# Чикопи
Чикопи (англ. Chicopee) — город в США, в штате Массачусетс.
Расположен около впадения реки Чикопи в реку Коннектикут; является северным пригородом Спрингфилда. Площадь составляет 61,9 кв.км, из которых 59,2 кв.км приходится на сушу. Население по переписи 2010 года составляет 55298 человек, что делает город вторым по численности населения в западной части штата.
Город был основан в 1640 году на земле, приобретённой колонистом Уильямом Пинчоном в 1636 году у местных индейцев. Статус города получил в 1848 году.
Основу экономики города составляют машиностроительная, резиновая, химическая, хлопчатобумажная промышленность; на рубеже XIX—XX веков был известен как центр производства бронзовых изделий, инструментов и оружия.